# Knooppunt Fexhe-Slins
Het knooppunt Fexhe-Slins is een verkeersknooppunt ten noorden van Luik in België. De wisselaar zorgt voor de aansluiting van de autosnelweg A13/E313 met de verbindingsautosnelweg A601 die start vanaf het knooppunt en enkele kilometers verder aansluit op de autosnelweg A3/E40.
Het knooppunt werd geopend in 1964. Het is een onvolledig knooppunt. Alleen in de richtingen Antwerpen - Aken en omgekeerd zijn verbindingen aangelegd.
Door de slechte staat van de A601 is de snelweg voor onbepaalde tijd gesloten. Hierdoor wordt het knooppunt niet meer gebruikt.

## Richtingen knooppunt
| Aansluitende wegen | Aansluitende wegen | Aansluitende wegen           | Aansluitende wegen | Aansluitende wegen                            |
| ------------------ | ------------------ | ---------------------------- | ------------------ | --------------------------------------------- |
|                    |                    | richting Antwerpen / Hasselt |                    |                                               |
|                    |                    |                              |                    |                                               |
|                    |                    |                              |                    |                                               |
|                    |                    |                              |                    |                                               |
|                    |                    | richting Luik                |                    | richting Aken / Herstal / Verviers (gesloten) |

Aalbeke · Antwerpen-Centrum · Antwerpen-Haven · Antwerpen-Noord · Antwerpen-Oost · Antwerpen-West · Antwerpen-Zuid · Arquennes · Battice · Beaufays · Beveren · Bois-d'Haine · Brugge · Cerexhe · Charleroi-Nord · Charleroi-Sud · Cheratte · Daussoulx · Destelbergen · Doornik · Familleureux · Fexhe-Slins · Gent-Centrum · Gouy · Grâce-Hollogne · Groot-Bijgaarden · Hautrage · Hauts-Sarts · Heppignies · Heverlee · Hoog-Itter · Houdeng-Goegnies · Jabbeke · Jemappes · Kortrijk-West · Kortrijk-Zuid · Leonardkruispunt · Loncin · Lummen · Machelen · Marcinelle · Marquain · Merelbeke · Moorsele · Neufchâteau · Ranst · Sint-Stevens-Woluwe · Strombeek-Bever · Thiméon · Ville-sur-Haine · Vottem · Wilrijk-Valaar · Zaventem · Zwijnaarde